# Richard Thompson (hudebník)
Richard Thompson, OBE (* 3. dubna 1949 Notting Hill Gate, Londýn, Anglie) je britský zpěvák a kytarista. V roce 1967 spoluzaložil skupinu Fairport Convention, ve které působil do roku 1971. Po jejím opuštění začal vydávat vlastní alba a rovněž společná alba se svou manželkou Lindou Thompson. Spolupracoval s mnoha dalšími hudebníky, mezi něž patří například John Cale, David Byrne a Nick Drake.

## Dětství a počátky kariéry
Richard John Thompson se narodil v Notting Hillu v západním Londýně dne 3. dubna 1949. Jeho matka Joan (za svobodna Rawlins; * 1920) pocházela z Notting Hillu. Za o rok staršího Johna Thompsona († 1992), který pocházel ze Skotska, se provdala v roce 1943. Jeho otec v té době pracoval jako seržant instruktor u armády, později se stal policistou a dlouhou dobu pracoval pro Scotland Yard. Jejich prvním potomkem byla dcera Pamela („Perri“). Hudba měla v jeho rodině (z otcovy strany) tradici. Tři strýcové jeho otce hráli na přelomu dvacátých a třicátých let v taneční kapele, zatímco John Thompson později hrál na kytaru v policejní skupině. Když bylo Richardovi přibližně sedm let, rodina se přestěhovala do oblasti Dartmouth Park Hill v severním Londýně, konkrétně do bloku určeného pro rodiny policistů. Richard se od mládí zajímal o americký rokenrol, s nímž se seznamoval prostřednictvím sbírky desek své sestry.
Na kytaru začal hrát přibližně v deseti letech a jeho prvním učitelem byl jeden z přítelů jeho sestry. Thompsonovým prvním kytarovým vzorem byl Američan James Burton. Když mu bylo kolem dvanácti, studoval klasickou kytaru, avšak po čase studia zanechal. V té době zároveň dostal svou první elektrickou kytaru značky Höfner. Tehdy se stal členem instrumentální kapely, která hrála coververze například od The Shadows či Duana Eddyho. Na základní škole byl zdatným studentem, jako vášnivý čtenář vynikal zejména v angličtině, a díky tomu si mohl vybrat jakoukoliv střední školu. Volba padla na William Ellis School v Highgate na severu Londýna. Zde se spřátelil s Hughem Cornwellem, kterého naučil hrát na baskytaru a dal s ním dohromady kapelu. Kapela, která hrála výhradně coververze, se později rozpadla a Thompson začal psát vlastní písně.

## Fairport Convention
V roce 1967 založil Thompson spolu se kytaristou Simonem Nicolem, baskytaristou Ashleyem Hutchingsem a bubeníkem Shaunem Fraterem skupinu Fairport Convention. Po prvním koncertu kapelu opustil bubeník, přičemž novým členem se stal Martin Lamble. Zpočátku i tato kapela hrála coververze. Vzhledem k tomu, že ani jeden z členů nebyl příliš zdatným zpěvákem, začala kapela hledat dalšího člena. Tím se nakonec stala zpěvačka Judy Dyble. Zanedlouho do skupiny přibyl šestý člen, zpěvák Iain Matthews. Jednou kapelu viděl hrát producent Joe Boyd, který uvedl, že jej nezaujala ani zpěvačka, ani kapela, ani hudba, kterou hráli, ale pouze Richard Thompson. Přesto nakonec jeho společnost Witchseason Productions s kapelou podepsala smlouvu o zastupování. Ještě před koncem roku 1967 skupina nahrála své první album s Boydem jako producentem. Vydání však muselo být odloženo do chvíle, než Boyd najde to pravé vydavatelství. Tím se nakonec stala společnost Polydor Records, která album v červnu roku 1968 pod názvem Fairport Convention vydala. Deska obsahuje jak autorské písně, tak i několik coververzí – například od Emitta Rhodese či Joni Mitchell.
V následujících třech letech kapela prošla několika dalšími personálními změnami, například na pozici zpěvačky přišla Sandy Denny a bubeníka Lamblea, který v devatenácti letech zemřel při autonehodě, vystřídal Dave Mattacks. Při stejné nehodě zahynula také Jeannie Franklyn, Thompsonova tehdejší přítelkyně. V dodávce byli i zbylí členové kapely včetně Thompsona, avšak ti vyvázli s menšími zraněními. Kapela s Thompsonem v sestavě vydala další čtyři alba – What We Did on Our Holidays, Unhalfbricking, Liege & Lief (všechna 1969) a Full House (1970). Vedle autorských písní na ně kapela často nahrávala tradicionály či coververze. Kromě Evropy kapela postupem času začala jezdit koncertovat také do Spojených států amerických. Hraní ve Fairport Convention však pro Thompsona začalo být příliš omezující. Uvedl například, že jeho písně nebyly vhodné pro tuto kapelu. Svůj odchod kapele oznámil po jednom koncertu v lednu 1971.

## Sólová kariéra
Již v dobách Fairport Convention hrál Thompson coby studiový hudebník na několika albech, včetně nahrávek Nicka Drakea, Ala Stewarta, Mika Herona či Iaina Matthewse. Na přelomu let 1971 a 1972 se Thompson účastnil nahrávání alba Rock On jednorázového uskupení s názvem The Bunch, v němž se mimo jiné sešel s některými členy Fairport Convention. Jednou z členek byla také zpěvačka Linda Peters. Ještě v roce 1972 vydal spolu s několika dalšími hudebníky, včetně Ashleyho Hutchingse a Davida Mattackse, desku Morris On. V dubnu 1972 Thompson vydal své první sólové album Henry the Human Fly, na němž jej, kromě několika členů Fairport Convention, doprovázela také Linda Peters. Thompson v pozdějších letech o desce hovořil negativně, zejména kvůli špatné kvalitě svého hlasu. Ani hudebním kritikům se deska příliš nezamlouvala a i prodejnost byla velmi malá.
Dne 30. října 1972 se Thompson oženil s Lindou Peters. Jelikož se Thompson kvůli negativnímu přijetí svého sólového debutu bál amerického turné, začal spolu s Lindou vystupovat po britských folkových klubech. V květnu 1973 spolu nahráli desku I Want to See the Bright Lights Tonight, na níž se střídají v hlavním zpěvu. Společnost Island Records však byla zklamaná neúspěchem alba Henry the Human Fly a nové album tedy vyšlo až téměř po roce, v dubnu 1974. Přestože odezva kritiků nebyla příliš pozitivní, byla mnohem lepší než v případě Thompsonova předchozího alba.
V roce 1974 hrál na albu Fear velšského hudebníka a skladatele Johna Calea. Znovu s ním spolupracoval v roce 1991, kdy vystupovali v televizním pořadu Night Music s coververzí písně „Heartbreak Hotel“ od Elvise Presleyho.
Koncem osmdesátých let působil v experimentálním projektu French Frith Kaiser Thompson.
Jeho dvě děti, Teddy a Kamila, se rovněž věnují hudbě. Spolu s několika dalšími členy své rodiny nahrál roku 2014 album Family.

## Nástroje
Přestože hlavním a při koncertech téměř výhradním nástrojem Richarda Thompsona je kytara, občas hrál též na mandolínu. Na svých studiových albech často hrál i na další nástroje, včetně dulcimeru, akordeonu, baskytary, banja, niněry, irské píšťalky a různých klávesových nástrojů (například harmonium a varhany). Nejčastěji hraje na kytaru Fender Stratocaster.

## Diskografie
Studiová alba
- Henry the Human Fly (1972)
- I Want to See the Bright Lights Tonight (1974) – s Lindou Thompson
- Hokey Pokey (1975) – s Lindou Thompson
- Pour Down Like Silver (1975) – s Lindou Thompson
- First Light (1978) – s Lindou Thompson
- Sunnyvista (1979) – s Lindou Thompson
- Strict Tempo! (1981)
- Shoot Out the Lights (1982) – s Lindou Thompson
- Hand of Kindness (1983)
- Across a Crowded Room (1985)
- Daring Adventures (1986)
- Amnesia (1988)
- Rumor and Sigh (1991)
- Mirror Blue (1994)
- You? Me? Us? (1996)
- Industry (1997) – s Dannym Thompsonem
- Mock Tudor (1999)
- The Old Kit Bag (2003)
- Front Parlour Ballads (2005)
- Sweet Warrior (2007)
- Cabaret of Souls (2012)
- Electric (2013)
- Acoustic Classics (2014)[p 4]
- Still (2015)
- Acoustic Classics II (2017)[p 4]
- Acoustic Rarities (2017)[p 4]
- 13 Rivers (2018)